# كوماينو
```
الكوماينو
 
(
狛犬・胡麻犬
؟
)

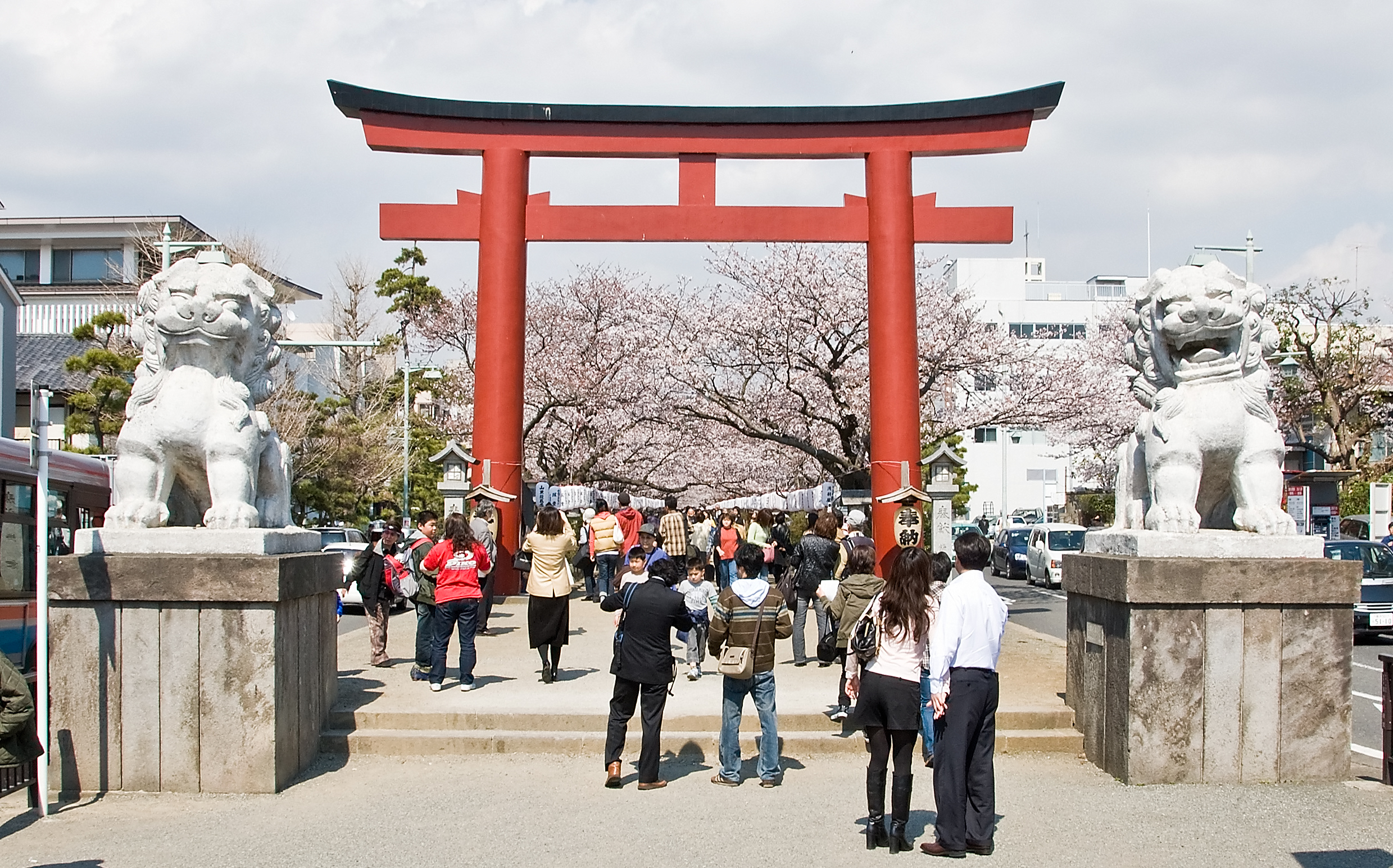
زوج من كومينو ، "-a" على اليمين ، "-um" على اليسار.

 هي أزواج من تماثيل المخلوقات الشبيهة بالأسد التي تحرس المدخل أو
الهوندن
 (الحرم الداخلي) للعديد من 
مزارات الشنتو
 أو يتم الاحتفاظ بها في الحرم الداخلي للمزار حيث لا تكون مرئية للعامة. النوع الأول، الذي ظهر خلال 
فترة إيدو
، يسمى 
ساندو كوماينو
 
(
参道狛犬
؟
)
، والنوع الثاني هو الأقدم يسمى 
جينّاي كوماينو
 
(
陣内狛犬
؟
)
.
[
1
]
 كما توجد أحيانًا في المعابد البوذية، في مساكن النبلاء وحتى في المنازل الخاصة.
```

## المعنى الرمزي

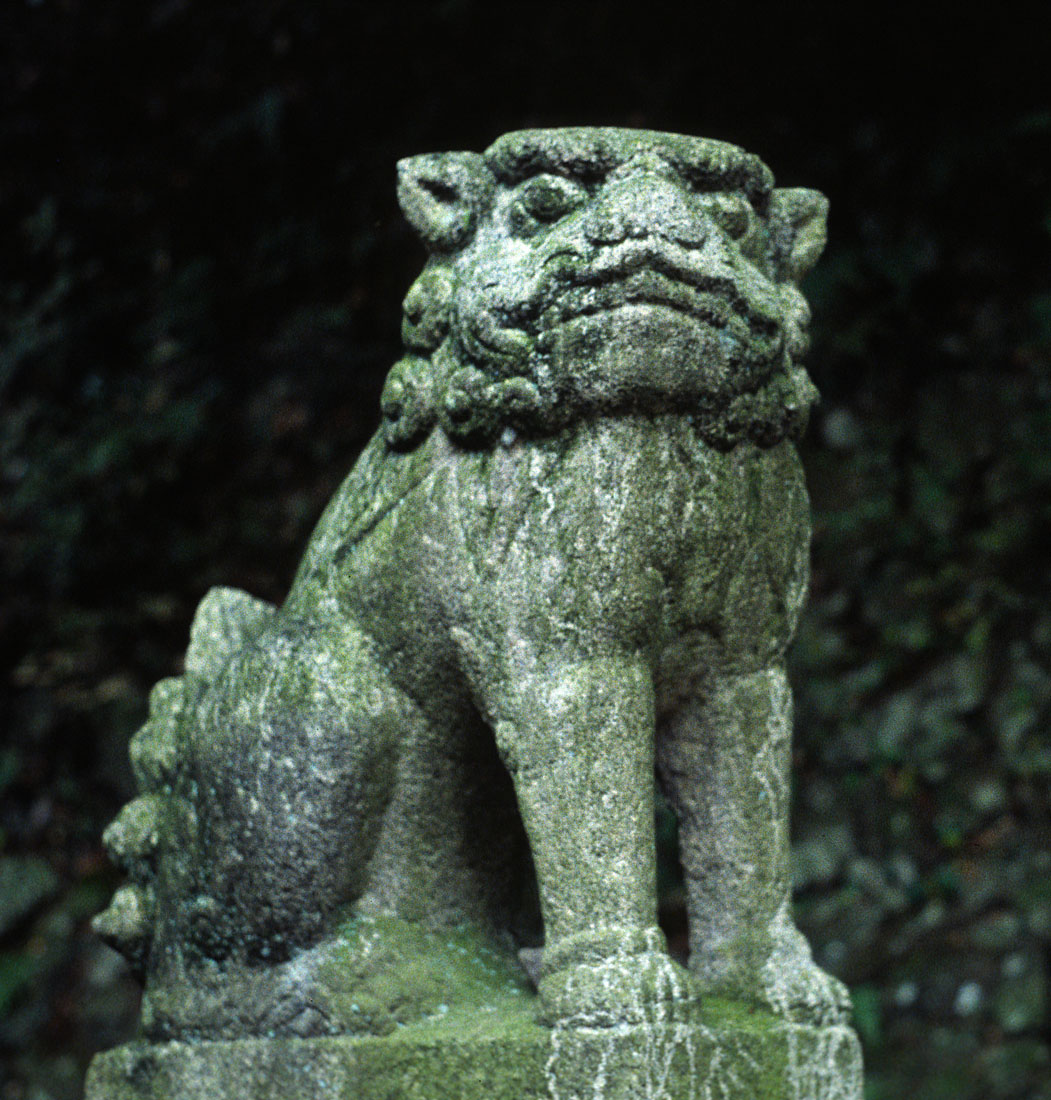
كوماينو أو-غيو.

صممت الكوماينولتفادي الأرواح الشريرة، وتماثيل الكوماينو الحديثة متطابقة تقريبًا، لكن للقديمة فم مفتوح، والجديدة مغلق. وهي سمة شائعة جدًا لأزواج التماثيل الدينية في المعابد والأضرحة. هذا الاتجاه من أصل بوذي (انظر المقالة على niō ، الأوصياء في شكل الإنسان من المعابد البوذية) له معنى رمزي. ينطق الفم المفتوح الحرف الأول من الأبجدية السنسكريتية، والذي يرن «أ» بينما ينطق الفم المغلق الحرف الأخير الذي يرن «أم» للدلالة على بداية ونهاية كل شيء. يشكلون معًا صوت أوم، وهو مقطع مقدس في العديد من الأديان مثل الهندوسية والبوذية والجاينية.

## التاريخ

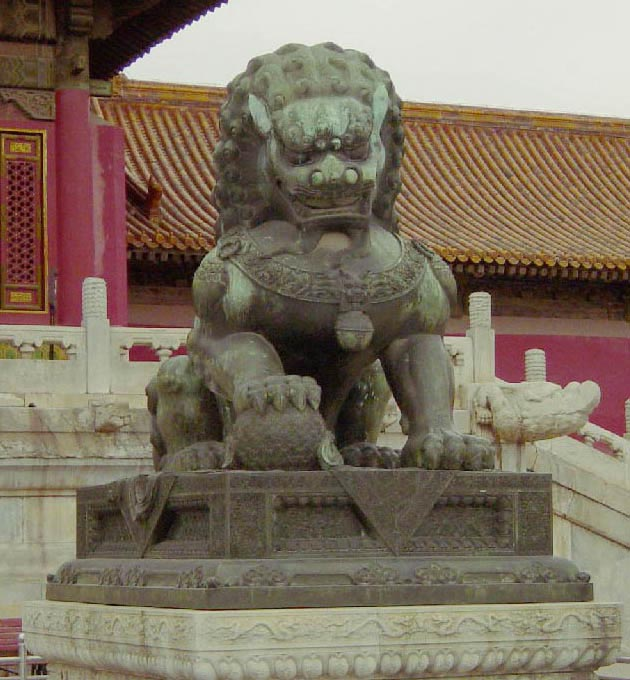
الحارس الأسد من سلالة مينغ في المدينة المحرمة.

يشبهالكومينو بقوة الأسد الحارس للمعابد التي يعود أصله في الواقع إلى أسرة تانغ الصينية. كان من الممكن أن يتأثر إنشاء الأسود الحارسة بجلود الأسد وتمثيلات الأسود التي قدمها تجار من الشرق الأوسط أو الهند، البلد الذي تعيش فيه الأسود وحيث تكون رمزًا للقوة. أثناء التنقل على طول طريق الحرير، ومع ذلك، تغير الرمز واكتسب مظهرًا مميزًا. ويبدو أن أول تمثال للأسد ظهر لأول مرة في الهند في جميع أنحاء القرن الثالث في أعلى عمود نصبه الملك أشوكا. يصل هذا التقليد في وقت لاحق إلى الصين حيث يتطور إلى أسود حارسة يتم تصديرها بعد ذلك إلى كوريا واليابان وأوكيناوا.
خلال فترة نارا (710-794)، يتكون الزوج دائمًا، كما هو الحال في بقية آسيا، من أسدين. يستخدمان فقط في الداخل حتى القرن الرابع عشر، وهي مصنوعة أساسا من الخشب. أما خلال فترة هييآن (794-1185)، على سبيل المثال، تم استخدام الأزواج من الخشب أو المعدن كأوزان وتوقف للبوابات، بينما في القصر الإمبراطوري يتم استخدامها لدعم الستائر.

## مذكرات ومراجع
- هذه المقالة مترجمة جزئيًّا أو كليًّا من مقالة  ويكيبيديا الإنجليزية المعنونة «Komainu» (طالع قائمة المشاركين في التحرير).

1. ↑  Kotera, ص. 1-2
.
2. ↑  « A un », www.aisf.or.jp (consulté le 6 juin 2019). نسخة محفوظة 24 أكتوبر 2019 على موقع واي باك مشين.
3. ↑  Encyclopedia of Shinto, « Komainu ».
4. ↑  Shisa Travelogue, [وصلة مكسورة].
5. ↑  Kyoto National Museum Dictionary.

### روابط خارجية
- "JAANUS". on-line Dictionary of Japanese Architectural and Art Historical Terminology. مؤرشف من الأصل في 2019-11-06. اطلع عليه بتاريخ 6 juin 2019. {{استشهاد ويب}}: تحقق من التاريخ في: |تاريخ الوصول= (مساعدة).
- "Lion-dogs". Kyoto National Museum Dictionary. مؤرشف من الأصل في 2019-08-13. اطلع عليه بتاريخ 6 juin 2019. {{استشهاد ويب}}: تحقق من التاريخ في: |تاريخ الوصول= (مساعدة).
- Mihashi, Ken. "Komainu". شوغاكوكان Encyclopedia online (باليابانية). Yahoo. Archived from the original on 18 فبراير 2013. Retrieved 16 juillet 2010. {{استشهاد ويب}}: تحقق من التاريخ في: |تاريخ الوصول= (help).
- Kanechiku, Nobuyuki. "Shishi" (باليابانية). شوغاكوكان Encyclopedia online. Archived from the original on 18 فبراير 2013. Retrieved 16 juillet 2010. {{استشهاد ويب}}: تحقق من التاريخ في: |تاريخ الوصول= (help).
- Yoshiaki Kotera, « Komainu »(Archive • Wikiwix • Archive.is • Google • Que faire ?), Japanese Religions (consulté le 31 juillet 2010).
- Nakayama، Kaoru. "Komainu". Encyclopedia of Shinto. Kokugakuin University. مؤرشف من الأصل في 2016-01-19. اطلع عليه بتاريخ 6 juin 2019. {{استشهاد ويب}}: تحقق من التاريخ في: |تاريخ الوصول= (مساعدة).
- Scheid, Bernhard  [لغات أخرى]‏. "Inari Fuchswächter" (بالألمانية). University of Vienna. Archived from the original on 2014-09-14. Retrieved 6 juin 2019. {{استشهاد ويب}}: تحقق من التاريخ في: |تاريخ الوصول= (help)صيانة الاستشهاد: أسماء عددية: قائمة المؤلفين (link) صيانة الاستشهاد: أسماء متعددة: قائمة المؤلفين (link) صيانة الاستشهاد: علامات ترقيم زائدة (link).
- « Shisa Travelogue »(Archive • Wikiwix • Archive.is • Google • Que faire ?), Okinawa Prefectural Government (consulté le 18 juillet 2010).